# باسنز جيروند
باسنز هو تقسيم إداري يوجد في إقليم جيروند بجهة أكيتان في فرنسا.

## توأمة
لباسنز جيروند اتفاقيات توأمة مع:
- Kleinostheim [الإنجليزية]‏

## أعلام
- هيرمان جورج بيرغر